# Billy Elliot the Musical
Billy Elliot the Musical är en musikal, som är baserad på filmen Billy Elliot. Musiken har skrivits av Elton John, medan manus och sångtexter skrivits av Lee Hall, som även skrev manuset till filmen.
År 2005 sattes Billy Elliot upp som musikal i London på Victoria Palace Theatre. 
Musikalen blev en succé och har även satts upp i andra länder. I Sverige har den satts upp på Malmö Opera (2016) och Kulturhuset Stadsteatern (2017) samt Säffleoperan (2021).
Till både Malmö och Stockholm valdes sex pojkar ut, som skulle medverka som Billy och hans bästa kompis Michael. Men innan det var de tvungna, att träna i "Billy Elliot-skola" under två år. Den 13 februari 2016 hade musikalen Sverigepremiär på Malmö Opera och 10 februari 2017 hade den premiär på Stockholms stadsteater.

## Uppsättningar
| Roll                            | London                                           | Malmö Opera                              | Kulturhuset Stadsteatern                                                       |
| ------------------------------- | ------------------------------------------------ | ---------------------------------------- | ------------------------------------------------------------------------------ |
| Billy Elliot                    | Liam Mower James Lomas George Maguire            | Jacob Hermansson Grim Lohman Oliver Lohk | David Fridholm Adrian Macéus Oliver Palm Jacob Hermansson Carl Sjögren         |
| Sandra Wilkinson, danslärare    | Haydn Gwynne                                     | Åsa Fång                                 | Sara Jangfeldt                                                                 |
| Pappa Jackie Elliot             | Tim Healy                                        | Lars Väringer                            | Lars Väringer Jakob Eklund                                                     |
| Tony Elliot, storebror          | Joe Caffrey                                      | Rasmus Mononen                           | Robert Noack                                                                   |
| Mormor Edna                     | Ann Emery                                        | Marianne Mörck                           | Lena-Pia Bernhardsson Kajsa Reingardt                                          |
| Mr Braithwaite, balettpianist   | Steve Elias                                      | Michael Jansson                          | Robin Keller                                                                   |
| George Watson, boxningstränaren | Trevor Fox                                       | Erik Gullbransson                        | Rolf Lydahl                                                                    |
| Mamma Sarah                     | Stephanie Putson                                 | Nina Norblad                             | Odile Nunes Elisabet Carlsson Karolin Funke                                    |
| Vuxne Billy                     | Issac James                                      | Robert Thomsen Paul James Rooney         | Levi Blad Niklas Blomkvist                                                     |
| Michael Caffrey                 | Ryan Longbottom Ashley Luke Lloyd Brad Kavanagh  | David Fridholm Carl Sjögren Uno Elger    | John Österlund Lowe Bjurman Samuel Falkner Uno Elger Adrian Macéus Oliver Palm |
| Debbie, danslärarens dotter     | Lucy Stephenson Emma Hudson Brooke Havana Bailey | Izabella Maga Nora Silverberg Johansson  | Rebecka Stagh Arve Naomi Bethke                                                |